# يوم عنيزة
يوم عنيزة؛ هو أحد أيام العرب الذي تواجهت فيه بنو تغلب ضد بنو بكر وكان وقت حدوثه قبل بعثة النبي محمد.

## نبذة
ألتقت بنو تغلب ببني بكر في عنيزة - حاليًا مدينة في منطقة القصيم- وكان النصر فيها حليف لتغلب، وقد حدثت قبلها عدة وقائع بين القبيلتين انتصرت فيها تغلب جميعها.

## الشعر
وقال مهلهل يصف هذه الايام وينعاها على بكر، في قصيدة طويلة أولها: 
وفيها يقول:
وقال مهلهل لما أسرف في الدماء:
وقال أبو حاتم: أبهرج: أدعهم بهرجا: لا يقتل فيه قتيل، ولا يؤخذ لهم دية.
وقال: البهرج من الدراهم من هذا.
وقال المهلهل:
وقال: